# EBLM J0555-57Ab
النجم 57 أ-ب (بالإنجليزية: 57Ab ) هو أصغر نجم يكتشف حتى الآن (2017) وهو أحد أعضاء النظام النجمي الثلاثي
EBLM J0555-57
يبعد عنا نحو 600 سنة ضوئية. يسمى هذا النجم أيضا EBLM J0555-57Ab
ويدور حول نجمه الرئيسي في دورة تستغرق 8و7 يوم، وكان وقت اكتشافه أصغر نجم يعرف ويحوي كتلة من الهيدروجين كافية لنشأة اندماج الهيدروجين في قلبه. تبلغ السطوع المطلق لهذا النجم نحو 2500 مرة أصغر من ضياء الشمس.

## النظام النجمي الثلاثي
انظام النجمي الثلاثي EBLM J0555-57 يتكون من ثلاثة نجوم تدور حول بعضها البعض بحيث يتمركز النجم ذو كتلة كبيرة في الوسط.
 يوجد هذا النظام النجمي في إتجاه برج بيكور. يحوي هذا النظام النجمي نجمين ثنائيين يمكن رؤيتهما في مجال الضوء المرئي. فكل منهما يشابه الشمس ويفصل بينهما مسافة 5و2 ثانية قوسية : النجم EBLM J0555-57Aa ذو سطوع ظاهري 98,9 قدر ظاهري ومن تصنيف طيفي F8 وأما النجم الثاني EBLM J0555-57B, فيبلغ سطوعه 7و10 قدر ظاهري. لم يسطع العلماء اكتشاف حركة دوران هذين النجمين حول بعضهما البعض ولكن كل منهما له نفس السرعة الشعاعية، فهما مرتبطان بقوة جاذبيتهما.
 النجم A من النظام النجمي يشكل نظاما ثنائيا كسوفيا
(EBLM J0555-57Ab يدور حول EBLM J0555-57Aa )، مما يقلل من سطوع EBLM J0555-57Aa عند عبور EBLM J0555-57Ab أمامه فيحجب ضوئه عنا أثناء العبور. وقد اكتشف هذا النجم الصغير EBLM J0555-57Ab بما يرسله من أشعة تحت الحمراء، فهو لا يقوى على إشعاع ضوء مرئي. أثناء عبوره أمام النجم EBLM J0555-57Aa (الكسوف) ينخفض سطوعه بدرجة 0.05%. ومن شكل العبور وزمن العبور أمكن تعيين قطري كل منهما. وتوصلت تلك الحسابات إلى تقدير دورة النجم الصغير حول الكبير بـ 7 أيام و18 ساعة.

## EBLM J0555-57Ab
تبلغ كتلة النجم 57Ab نحو 85 مرة أكبر من كتلة المشتري , أو 08و0 كتلة شمسية.

ولهذا يقترب كتلة النجم EBLM J0555-57Ab الحد الأدنى للالتحام النووي للهيدروجين طبقا للنموذج المعروف عن تطور النجوم.
وقد اكشف هذا النجم الصغير EBLM J0555-57Ab من مجموعة من علماء جامعة كامبريدج تهتم بدراسة النظام النجمي EBLM. وقد استخدم هذا الفريق من العلماء بعض ما قام مشروع SuperWASP الفلكي برصده. هذا المشروع اختصار للتسمية WASP (Wide Angle Search for Planets)
وهو مشروع خاص بالبحث عن كواكب خار المجموعة الشمسية باستخدام طريقة العبور.
وقد استنتجت بعض الخواص الأحرى لهذا النجم الصغير بواسطة مطيافية دوبلر
Doppler spectroscopy من أجل تعيين الاختلافات في سرعة دورانه حول النجم الكبير (على ناحية من المدار يكون النجم قادما علينا وعلى الناحية الأخرى من المدار يكون النجم متحركا بعيدا عنا، فهذا يغير الطيف وبواسطة هذا التغير يمكن تعيين سرعة النجم).

## اقرأ أيضا
- قنطور الأقرب
- نجم إينيس
- 16 الدجاجة
- كيبلر-16
- بيتا بيكتوريس